# Stockholms Akademiska Orkester
Stockholms Akademiska Orkester bildades 1922 av en grupp studenter vid Stockholms Tekniska Högskola under ledning av juris studerande Kule Palmstierna, och har alltsedan burit upp det akademiska musiklivet i Stockholm, tillsammans med Stockholms studentsångarförbund (bildat 1905) och Akademiska kören (tillkommen 1931). Syftet var att ge akademiker möjlighet att spela i orkester. Oskar Lindberg blev orkesterns första dirigent och var dess konstnärliga ledare fram till sin död i april 1955. Den tredje maj 1923 gav orkestern sin första konsert, vilket skedde i Musikaliska Akademiens stora sal. Efter Oskar Lindberg övertog tonsättare och musikprofessor Åke Uddén (1903-1987) dirigentpinnen under 30 ytterligare år. 
Det finns en inspelning på CD, där SAO spelar i Stockholms Stadshus ledda av Lindberg ("Swedish Composers conducting their own works", Phono Suecia PSCD 079). Den inspelningen gjordes 1944.
På 40- och 50-talen var verksamheten mycket omfattande. Orkestern höll dels egna konserter, dels deltog man vid akademiska högtider, som till exempel Handelshögskolans diplomutdelning, Stockholms högskolors doktorspromotion på Stadshuset, minnes- och installationshögtider och Stockholms högskolas recentiorsfest.
Sedan 1996 leds orkestern av Helena Söderman, utbildad vid Kungliga Musikhögskolan i Stockholm och vid Sibeliusakademin i Helsingfors. Orkestern består av ett 30-tal medlemmar och är öppen för kunniga musikanter som vill spela i symfoniorkester.
Orkestern är medlem i Sveriges Orkesterförbund.